# 支線塔

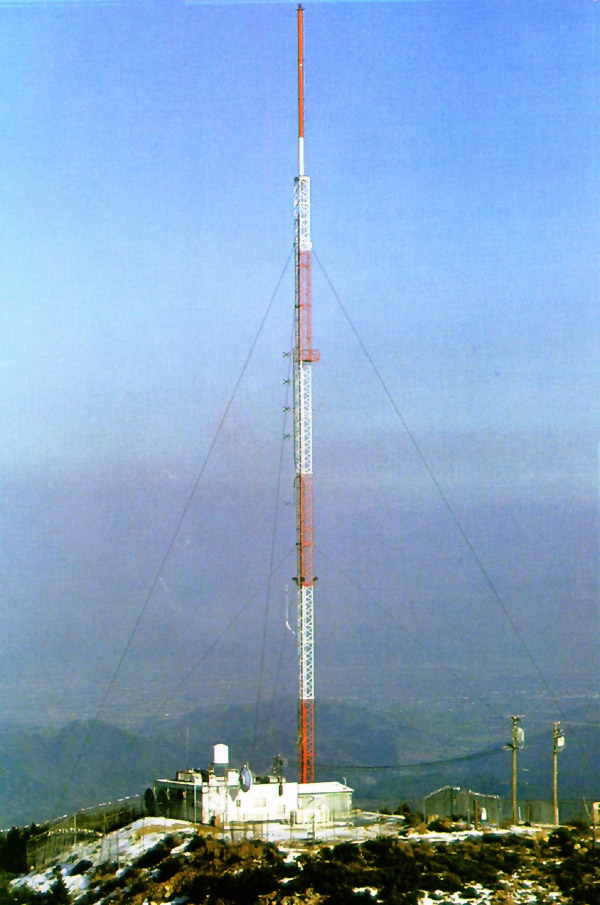
支線式鉄塔

支線塔 (英: Guyed mast) は、支線によって支えられている高層の塔である。
支線式鉄塔は主に電波塔のために建設される。この塔は、上部に空中線が取り付けられたもの（VHFおよびUHF用）、または塔全体がアンテナとして機能するもの（VLF、LF、MFおよびHF用。送信アンテナ塔 と呼ばれる）がある。後者の場合は、塔は地面から絶縁されていなければならない。また、支線式塔はあらゆる種類（VLF、LF、MFおよびHF）の架空配線 (aerial wire) の支柱にも用いられる。
帆船の帆柱は典型的な支線式の柱である。
支線式の柱は自立式の塔の頂上部にも用いることができる。この方式は部分支線式塔と呼ばれ、有名な塔にはゲルブランディ・タワー がある。自立式の塔に支線の支持を加えた塔は追加支線式塔と呼ばれる。
支線式の塔は特定の高度の気象観測のために用いられることもある。また、電力パイロンとして用いられることもあるが、農地の近郊でこの方式を使用すると、地面に埋め込まれたアンカーの基礎が耕作を妨げるという問題をはらんでいる。アメリカ合衆国ネバダ州のブレン・タワーは、核実験に用いられた、非常に特殊な用途の例である。
現役で最も高い支線式の塔は、ノースダコタ州ブランチャード近郊のKVLY-TV塔である。

## 世界一高い支線式塔の変遷
無線技術が確立されて以来、世界一高い建築物の多くは支線式塔が占めていた。第二次世界大戦の終了時には多くの支線式塔が解体されたため、1945年から1950年の日付は不正確な可能性がある。呉淞区電波塔（321メートル）の生存期間は定かではないが、一時的に世界一高い支線式塔だった可能性がある。
| 保持期間        | 名前                         | 国               | 都市                            | 完成年 | 高さ     | 位置                                                                        | 備考                                                       |
| --------------- | ---------------------------- | ---------------- | ------------------------------- | ------ | -------- | --------------------------------------------------------------------------- | ---------------------------------------------------------- |
| 1913年 - 1920年 | アイルヴェーゼ送信機の中央塔 | ドイツ帝国       | アイルヴェーゼ                  | 1913年 | 250 m    | 北緯52度31分40秒 東経9度24分24秒 / 北緯52.52778度 東経9.40667度             | 塔は絶縁体によって145 mで区切られている。1931年解体。      |
| 1920年 - 1923年 | ナウエン送信局の中央塔       | ドイツ国         | ナウエン                        | 1920年 | 260 m    | 北緯52度38分56秒 東経12度54分30秒 / 北緯52.64889度 東経12.90833度           | 2本の電波塔。1946年解体                                    |
| 1923年 - 1933年 | ライスレード送信機           | ベルギー         | ライスレード                    | 1923年 | 287 m    | 北緯51度4分44秒 東経3度20分6.9秒 / 北緯51.07889度 東経3.335250度?           | 8本の電波塔。1940年破壊。                                  |
| 1933年 - 1939年 | ラキヘジタワー               | ハンガリー王国   | ラキヘジ                        | 1933年 | 314 m    | 北緯47度22分23.45秒 東経19度0分17.21秒 / 北緯47.3731806度 東経19.0047806度  | ブロー・ノックス塔。地面に対し絶縁。1945年破壊。後、再建。 |
| 1939年 - 1946年 | ドイチュラントゼンダーⅢ      | ドイツ国         | ヘルツベルク (エルスター)       | 1939年 | 335 m    | 北緯51度42分59.76秒 東経13度15分51.5秒 / 北緯51.7166000度 東経13.264306度   | 地面に対し絶縁。1946年または1947年解体。                   |
| 1946年 - 1948年 | ラキヘジタワー               | ハンガリー共和国 | ラキヘジ                        | 1946年 | 314 m    | 北緯47度22分23.45秒 東経19度0分17.21秒 / 北緯47.3731806度 東経19.0047806度  |                                                            |
| 1948年 - 1949年 | WIVBテレビ塔                 | アメリカ合衆国   | Colden, New York                | 1948年 | 321.9 m  | 北緯42度39分33.19秒 西経78度37分33.91秒 / 北緯42.6592194度 西経78.6260861度 |                                                            |
| 1949年 - 1950年 | ラシン長波送信機             | ポーランド       | ラシン                          | 1949年 | 335 m    | 北緯52度4分21.72秒 東経20度53分2.15秒 / 北緯52.0727000度 東経20.8839306度   | 地面に対し絶縁                                             |
| 1950年 - 1954年 | フォレストポート・タワー     | アメリカ合衆国   | Forestport, New York            | 1950年 | 371.25 m | 北緯43度26分41.9秒 西経75度5分9.55秒 / 北緯43.444972度 西経75.0859861度     | 地面に対し絶縁。解体。                                     |
| 1954年 - 1956年 | KWTVマスト                   | アメリカ合衆国   | Oklahoma City, Oklahoma         | 1954年 | 480.5 m  | 北緯35度32分58.59秒 西経97度29分50.27秒 / 北緯35.5496083度 西経97.4972972度 |                                                            |
| 1956年 - 1959年 | KOBRテレビ塔                 | アメリカ合衆国   | Caprock, New Mexico             | 1956年 | 490.7 m  | 北緯33度22分31.31秒 西経103度46分14.3秒 / 北緯33.3753639度 西経103.770639度 | 1960年倒壊。後、再建。                                     |
| 1959年 - 1960年 | WGMEテレビ塔                 | アメリカ合衆国   | Raymond, Maine                  | 1959年 | 495 m    | 北緯43度55分28.43秒 西経70度29分26.72秒 / 北緯43.9245639度 西経70.4907556度 |                                                            |
| 1960年 - 1962年 | KFVSテレビ塔                 | アメリカ合衆国   | Cape Girardeau County, Missouri | 1960年 | 511.1 m  | 北緯37度25分44.5秒 西経89度30分13.84秒 / 北緯37.429028度 西経89.5038444度   |                                                            |
| 1962年 - 1963年 | WTVM/WRBL-TV & WVRK-FM塔     | アメリカ合衆国   | Cusseta, Georgia                | 1962年 | 533 m    | 北緯32度19分25.09秒 西経84度46分45.07秒 / 北緯32.3236361度 西経84.7791861度 |                                                            |
| 1963年 - 1963年 | WIMZ-FM塔                    | アメリカ合衆国   | Knoxville, Tennessee            | 1963年 | 534.01 m | 北緯36度08分05.49秒 西経83度43分28.01秒 / 北緯36.1348583度 西経83.7244472度 |                                                            |
| 1963年 - 1974年 | KVLY-TV塔                    | アメリカ合衆国   | Blanchard, North Dakota         | 1963年 | 628.8 m  | 北緯47度20分31.85秒 西経97度17分21.13秒 / 北緯47.3421806度 西経97.2892028度 |                                                            |
| 1974年 - 1991年 | ワルシャワ・ラジオ塔         | ポーランド       | ゴンビン                        | 1974年 | 646.4 m  | 北緯52度22分3.74秒 東経19度48分8.73秒 / 北緯52.3677056度 東経19.8024250度   | 地面に対し絶縁。1991倒壊。                                 |
| 1991年 - 現在   | KVLY-TV塔                    | アメリカ合衆国   | Blanchard, North Dakota         | 1963年 | 628.8 m  | 北緯47度20分31.85秒 西経97度17分21.13秒 / 北緯47.3421806度 西経97.2892028度 |                                                            |

## ギャラリー

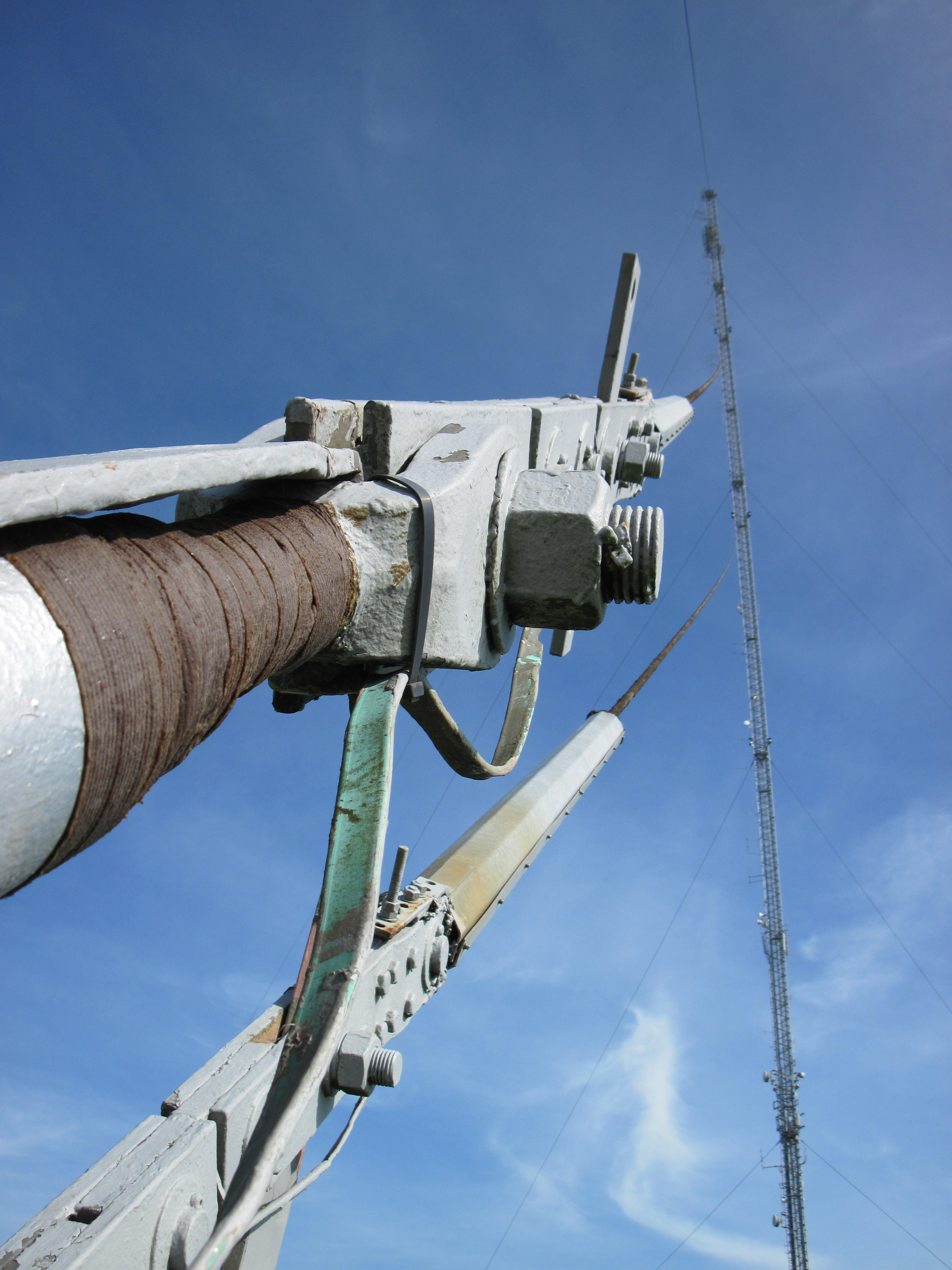
支線
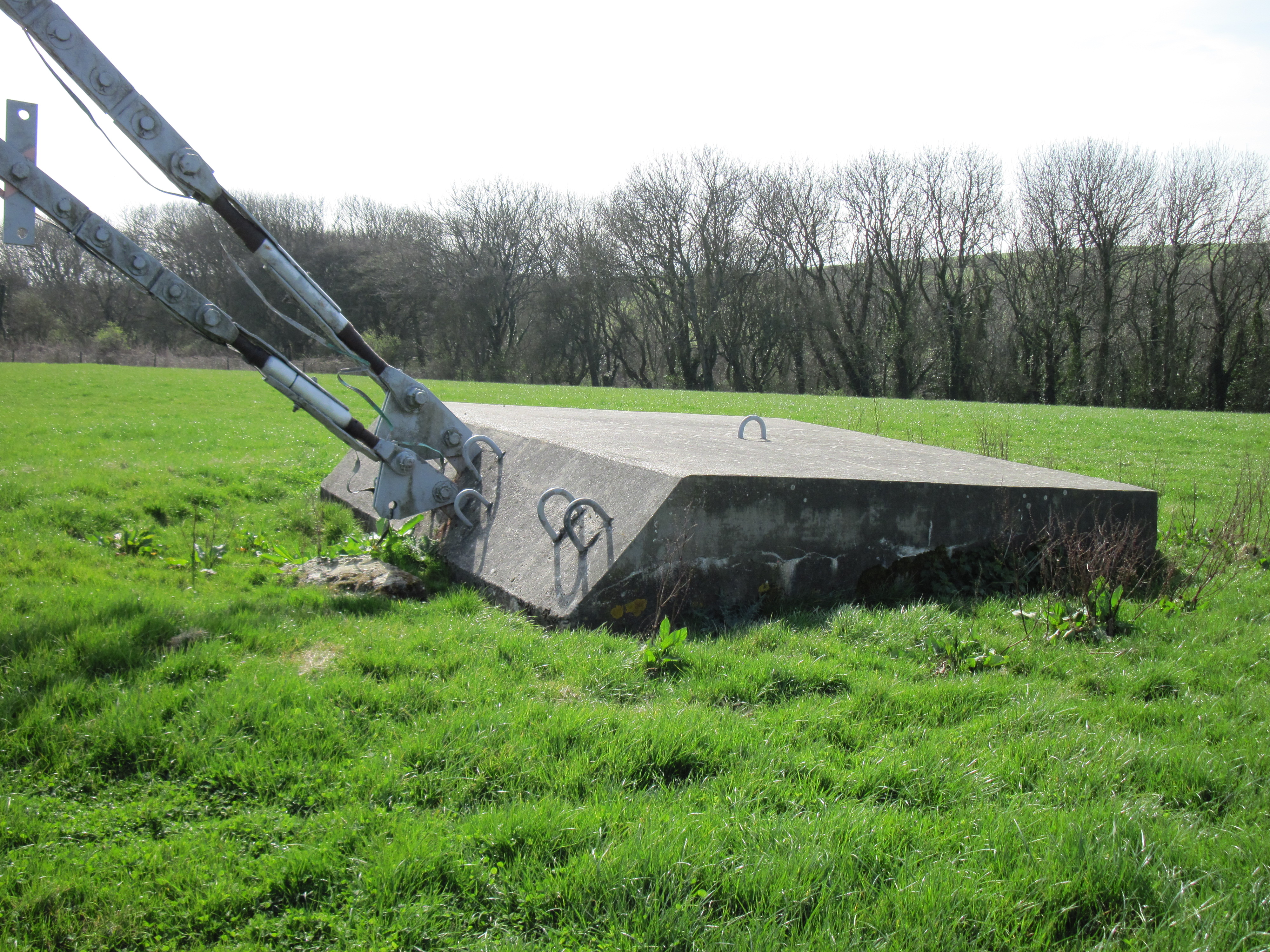
支線のアンカー
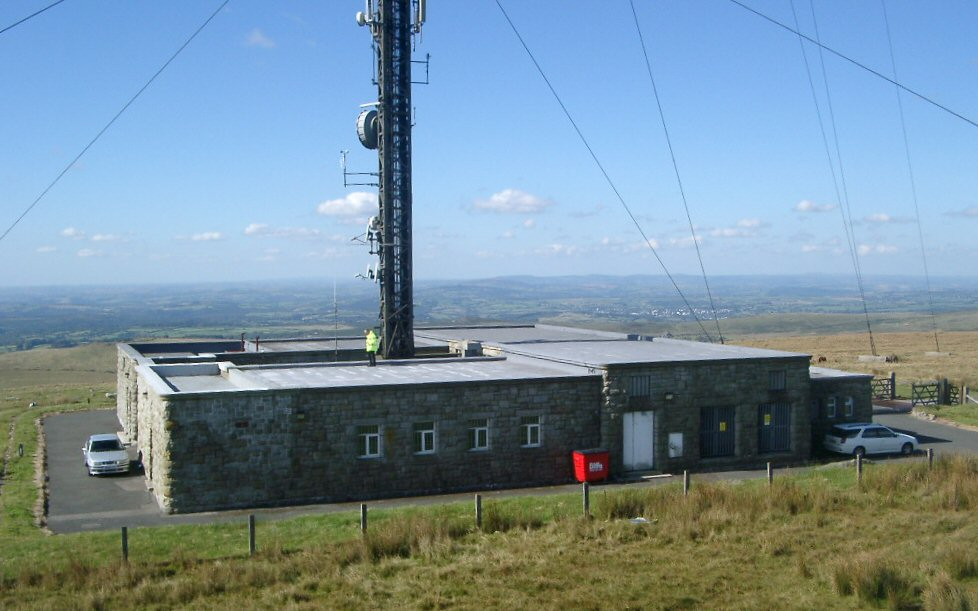
支線式鉄塔の送信所